# مردخاي كيدار
مردخاي كيدار (بالعبرية: מרדכי קידר) (من مواليد 25 نوفمبر 1952) هو باحث إسرائيلي في الثقافة العربية. اتم دراسته في جامعة بار إيلان وصار يعمل محاضرًا فيها.

## سيرة شخصية
ولد مردخاي كيدار في تل أبيب لوالدين من اليهود البولنديين اللذين انتقلا إلى فلسطين الانتدابية في الثلاثينات. كان لغته الأولى هي اليديشية.
إنه صهيوني متدين وخبير في الثقافة الفلسطينية الإسرائيلية. لقد خدم لمدة 25 عامًا في شعبة الاستخبارات العسكرية الإسرائيلية التابعة لجيش الدفاع الإسرائيلي حيث تخصص في الجماعات الإسلامية، والخطاب السياسي للدول العربية، والصحافة ووسائل الإعلام العربية، والساحة المحلية السورية.
إنه حاصل على دكتوراه من جامعة بار إيلان وهو يجيد اللغة العبرية والعربية والإنجليزية بطلاقة. يوصف بأنه «أحد النقاد الإسرائيليين الناطقين باللغة العربية المدافعين عن إسرائيل الذين شوهدوا على القنوات الفضائية العربية».

## اقتراح السلام
منذ عام 2012، قام كيدار بترويج خطة سلام فلسطينية إسرائيلية يشار إليها باسم «الإمارات الفلسطينية» أو «حل الدول الثماني».
وفقًا لكيدار، «يستند حل الدول الثماني إلى سوسيولوجيا الشرق الأوسط، والتي تعتبر القبيلة حجر الزاوية الرئيسي في المجتمع. يجب أن نتبع هذه الخاصية لثقافة الشرق الأوسط كأساس للحل الإسرائيلي الفلسطيني.» ويقول إن هياكل الدولة القومية على النمط الغربي المفروضة على المناطق التي تسكنها قبائل متعددة مثل العراق وسوريا واليمن وليبيا قد فشلت، في حين أن الدول القائمة على القبائل المتجانسة مثل الإمارات العربية المتحدة يمكن أن تنجح.
من وجهة نظره فإن المدن الفلسطينية الثمانية ستكون: قطاع غزة، وجنين، ونابلس، ورام الله، وأريحا، وطولكرم، وقلقيلية، والجزء العربي من الخليل، والتي يقول أن جميعها تمتلك هياكل قبلية تقليدية قادرة على الانتقال إلى إمارة تتمتع بالحكم الذاتي بينما ستحكم كل إمارة مدينتها والأرض المحيطة بها جغرافيًا. يمكن لكل دولة أن تقرر بشكل مستقل شكل الحكومة الخاصة بها، وأن تضع قوانينها الخاصة، وتعلم شعبها، وتطبع عملتها الخاصة إذا رغبت في ذلك، فضلًا عن امتلاكها لوسائل الإعلام الخاصة بها، أو تطوير صناعتها وتجارتها، أو إيجاد العمل لشعبها داخل إسرائيل. يمنح هذا الهيكل السيطرة والمسؤولية للسكان المحليين لتحديد مستقبلهم.
يقول كيدار إن هذا الاقتراح سيؤدي إلى الحكم الذاتي وتقرير المصير للغالبية العظمى من الفلسطينيين، مع ضم المنطقة المتبقية (قليلة السكان) في الضفة الغربية من قبل إسرائيل ومنح سكانها الجنسية الإسرائيلية. وكجزء من الترتيب، ستوفر إسرائيل حرية المرور للأشخاص والبضائع بين كل دولة-مدينة ودوليًا. إن هذا الاقتراح يلبي أيضًا المخاوف الأمنية الإسرائيلية، مع الاحتفاظ بالعمق الإستراتيجي وتقليل تهديد الصواريخ أو الأنفاق الإرهابية.

## وجهات النظر والآراء

### وضع القدس
قال كيدار في يونيو 2008، على قناة الجزيرة، إن «القدس ملك لليهود».

### الاغتصاب كرادع ضد الانتحاريين
في يوليو 2014، قال إن التهديدات بقتل أو سجن الإرهابيين تشكل رادعًا غير فعال: «الشيء الوحيد الذي يثنيهم هو معرفتهم أن أختهم أو والدتهم ستتعرض للاغتصاب في حالة القبض عليهم». لقد أوضح بيان مشترك آخر صادر عن كيدار وجامعة بار إيلان وجهة نظره، مشيرًا إلى أنه «لم يدعو ولا يدعو إلى محاربة الإرهاب إلا بالوسائل القانونية والأخلاقية»، وأن: 
 «[كيدار] أراد أن يوضح أنه لا توجد وسيلة لردع المفجرين الانتحاريين، وأنه باستخدام غلو، فقد أعطى اغتصاب النساء كمثال. ومن أجل إزالة كل شك: لا تحتوي كلمات الدكتور كيدار، لا سمح الله، على توصية لارتكاب مثل هذه الأفعال الدنيئة. كان القصد هو وصف ثقافة الموت عند المنظمات الإرهابية. كان الدكتور كيدار يصف الواقع المرير للشرق الأوسط وعجز دولة حديثة وليبرالية تحترم القانون عن محاربة إرهاب الانتحاريين.» 
 كتب الدكتور كيدار مقالة حول هذه المسألة. على الاغتصاب، وثقافة العار - والمقابلات الإذاعية

### محاضرات
في ديسمبر 2014، ألغى المعبد اليهودي فينشلي المتحد في لندن خطابًا لقيدار تم تنظيمه من خلال الفصل المحلي للاتحاد الصهيوني. وفي نفس الأسبوع، تم إلغاء المظاهر المجدولة في ثلاث مدارس يهودية بعد احتجاجات متعلقة بعلاقته مع باميلا جيلر، المنظمة المناهضة للإسلام من الولايات المتحدة، والتي تم حظرها من المملكة المتحدة في العام السابق. قوبل الإلغاء بردود فعل مختلطة؛ دافع رئيس الاتحاد عن كيدار، وقال إنه كان ضحية لحملة تشويه، بينما قال العالم السياسي مايكل بينتو-دوشينسكي إن كيدار كان «سامًا للعلاقات بين الأديان» في المملكة المتحدة.

### نظريات المؤامرة
في مسيرة لدعم رئيس الوزراء الإسرائيلي نتنياهو في 30 أكتوبر 2019، أثار كيدار نظرية مؤامرة، وأشار إلى أن إيغال أمير ليس قاتل رئيس الوزراء إسحاق رابين. وقد رفض رئيس الوزراء نتنياهو هذه الفكرة علانية في اليوم التالي.

## الأعمال المنشورة
- الأسد في البحث عن الشرعية: الرسائل والخطابة في الصحافة السورية في عهد حافظ وبشار، مطبعة ساسكس الأكاديمية (يوليو 2005).